# 4074 Sharkov
4074 Sharkov eller 1981 UN11 är en asteroid i huvudbältet som upptäcktes den 22 oktober 1981 av den rysk-sovjetiske astronomen Nikolaj Tjernych vid Krims astrofysiska observatorium på Krim. Den har fått sitt namn efter Viktor Sharkov.
Asteroiden har en diameter på ungefär 12 kilometer och den tillhör asteroidgruppen Eos.